# Seumambek
Seumambek is een bestuurslaag in het regentschap Nagan Raya van de provincie Atjeh, Indonesië. Seumambek telt 125 inwoners (volkstelling 2010).